# Phoradendron rubrum
Phoradendron rubrum là một loài thực vật có hoa trong họ Santalaceae. Loài này được (L.) Griseb. miêu tả khoa học đầu tiên năm 1860.